# جرد پولیس
جرد شوتز پولیس  (به انگلیسی:Jared Schutz Polis، زاده ۱۲ مه ۱۹۷۵) یک سیاستمدار، کارآفرین و نیکوکار اهل ایالات متحده آمریکا عضو حزب دموکرات است که از ژانویه ۲۰۱۹ به عنوان چهل و سومین فرماندار کلرادو مشغول به کار است. او از سال ۲۰۰۱ تا ۲۰۰۷ در هیئت آموزشی ایالت کلرادو و پنج دوره به عنوان نماینده مجلس نمایندگان از حوزه انتخابیه دوم کلرادو از سال ۲۰۰۹ تا ۲۰۱۹ خدمت کرده‌است. در طول مدت حضور خود در کنگره، او تنها عضو دموکرات عضو گروه آزادی‌خواه کاکس آزادی بود. وی در سال ۲۰۱۸ با غلبه بر واکر استپلتون نامزد جمهوری خواهان به عنوان فرماندار کلرادو انتخاب شد.
پولیس به عنوان یک مرد همجنسگرا که آشکارا همجنسگرا است، چندین بار با موفقیت در انتخابات خود تاریخ ساز شده‌است. در سال ۲۰۰۸، او اولین والد همجنس منتخب در کنگره ایالات متحده شد. در سال ۲۰۱۸، او اولین شخص آشکارا همجنسگرا و دومین شخص آشکارا ال‌جی‌بی‌تی (پس از کیت براون از اورگن) فرماندار یک ایالت در ایالات متحده شد. او همچنین اولین فرد یهودی است که به عنوان فرماندار کلرادو انتخاب شده است.

## ابتدای زندگی
پولیس پسر استفان شوتز و سوزان پولیس شوتز، بنیانگذاران کارت تبریک و ناشر کتاب هنرهای کوهستان آبی (Blue Mountain Arts) است. پولیس در بیمارستان جامعه بولدر در بولدر، کلرادو در سال ۱۹۷۵ متولد شد. او در سن دیگو، کالیفرنیا به عنوان دانش آموز دبیرستانی زندگی کرد و در سه سال از مدرسه روزانه لا جولا فارغ‌التحصیل شد. او فارغ‌التحصیل کارشناسی در سال ۱۹۹۶ در رشته سیاست از دانشگاه پرینستون است. او پایان‌نامه ۱۵۷ صفحه ای خود را با عنوان «تغییر پارادایم: سیاست در عصر اطلاعات»، زیر نظر کارول ام سواین نوشت.او در حالی که در پرینستون بود، به عنوان مدیر ارتباطات دولت دانشجویی در مقطع کارشناسی مشغول به کار بود و در سایر سازمان‌های دانشگاهی، مانند کنگره مدل و باشگاه جنگل پرینستون شرکت داشت. در سال ۲۰۰۰، وی به‌طور قانونی نام خانوادگی خود را به نام خانوادگی مادرش تغییر داد تا آگاهی برای جمع‌آوری کمک‌های مالی افزایش یابد و دیگر این  که او «آن را بیشتر دوست داشت».

## زندگی سیاسی

### انتخابات
در سال ۲۰۰۸، پولیس در انتخابات مقدماتی دموکرات‌ها برای حوزه انتخابیه دوم کلرادو به شدت رقابت کرد و در انتخابات سراسری ۴ نوامبر با ۶۲ درصد آرا برنده شد. او جانشین مارک یودال شد که در آن سال به عنوان سناتور انتخاب شد. پولیس در سال ۲۰۱۰ با ۵۷ درصد آرا،در ۲۰۱۲ با ۵۵ درصد آرا، در سال ۲۰۱۴ با ۵۷ درصد آرا و در ۲۰۱۶ با ۵۶٫۹ درصد آرا مجدداً به مجلس نمایندگان راه یافت.
در سال ۲۰۱۸، پولیس نامزدی خود را برای فرمانداری کلرادو اعلام کرد. او با ۵۳٫۴ درصد آرا فرماندار انتخاب شد، واکر استپلتون نامزد جمهوری خواهان را تقریباً با ۱۱ درصد اختلاف شکست داد و به عنوان اولین شخص آشکارا همجنسگرا در کلرادو به عنوان فرماندار ایالت انتخاب شد. اولین شخص آشکارا همجنسگرا که به عنوان فرماندار یک ایالت خدمت کرد، جیم مک گریوی، پنجاه و دومین فرماندار نیوجرسی بود، که گرایش جنسی خود را در دوران فرمانداری خود آشکار کرد.

### مجلس نمایندگان

#### تصدی
پولیس رئیس برنامه قرمز به آبی در کمیته مبارزات دموکراتیک کنگره(DCCC) در انتخابات ۲۰۱۲ بود و به جذب و جمع‌آوری پول برای نامزدهای دموکرات در مناطق رقابتی کنگره کمک کرد.او پس از محدودیت دوره ای هاویر بسرا، رئیس وقت، برای نامزدی نایب رئیس گروه دموکراتیک مجلس کاندید شد و این سمت به جوی کراولی، نماینده نیویورک در کنگره رسید.

#### خدمت در کمیته
در یکصد و چهاردهمین کنگره ایالات متحده آمریکا پولیس در کمیته‌های زیر خدمت کرد:
- کمیته آموزش و نیروی کار
  - کمیته فرعی آموزش عالی و آموزش نیروی کار
  - کمیته فرعی بهداشت، اشتغال، کار و بازنشستگی
- کمیته منابع طبیعی
  - کمیته فرعی انرژی و منابع معدنی
  - کمیته فرعی سرزمین‌های فدرال
  - کمیته فرعی نظارت و تحقیقات
- کمیته قوانین
  - کمیته فرعی قانونگذاری و بودجه

## زندگی شخصی

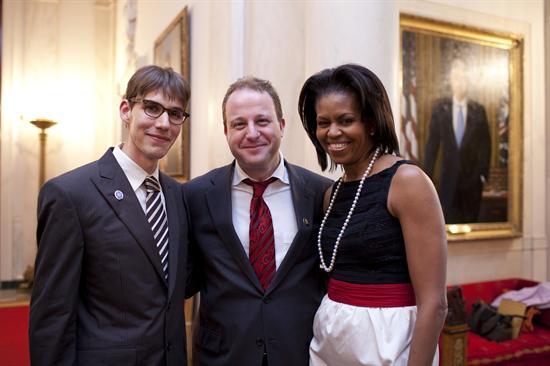
پولیس (وسط) با همسرش، مارلون ریس (سمت چپ)، و بانوی اول میشل اوباما در کاخ سفید

پولیس یکی از معدود افرادی است که هنگام انتخاب برای اولین بار در مجلس نمایندگان ایالات متحده آشکارا همجنسگرا بوده و اولین والد همجنسگرا در کنگره است. پولیس و همسرش، مارلون ریس، دارای یک پسر و یک دختر هستند که به ترتیب در سال ۲۰۱۱ و ۲۰۱۴ متولد شده‌اند.
در ژوئن ۲۰۱۹، به مناسبت پنجاهمین سالگرد شورش‌های استون‌وال، رویدادی که به عنوان نقطه عطفی در جنبش مدرن حقوق بشر ال‌جی‌بی‌تی محسوب می‌شود، کوییرتی او را یکی از افراد افتخار ۵۰ نامید که «به طور فعال تضمین می‌کند که جامعه برای افراد کوییر همچنان به سمت برابری، پذیرش و عزت حرکت می‌کند.»
پولیس از بازی‌های ویدئویی مانند لیگ افسانه‌ها لذت می‌برد و قهرمانان مورد علاقه او مائوکایی(Maokai) و آنیویا(Anivia) هستند. او یهودی است. پولیس همچنین از طرفداران مشتاق کلرادو راکی و دنور برانکوز است. در ژوئیه ۲۰۲۰، پولیس ۱۰۰۰ دلار به رقیب اصلی نماینده الهان عمر در مبارزات انتخاباتی خود در سال ۲۰۲۰ اهدا کرد. در نوامبر ۲۰۲۰ آزمایش کووید -۱۹ پولیس و همسرش هر دو مثبت بود.